# Produktionsteknolog
En produktionsteknolog er en uddannelse, hvis formål er at uddanne personer til at kontrollere driften af maskiner, sikre produkternes kvalitet og/eller miljøhensyn. En produktionsteknolog kan vælge at specialisere sig i forskellige områder, og arbejdsopgaverne varierer derfor beroende på specialeområde. Den hører under erhvervsakademiuddannelse.

## Uddannelsen
Uddannelsen har en normal varighed på 2 år. Det er muligt at læse uddannelsen på dansk og engelsk. 
Forudsætningen for at blive optaget er en gymnasial uddannelse eller en relevant erhvervsuddannelse.
På uddannelsen lærer man at anvende tekniske, innovative, kreative og analytiske færdigheder i forhold til produktudvikling og produktion.  
Undervisningen består af henholdsvis obligatoriske elementer, valgfrie elementer, en kortere praktikperiode samt et afsluttende eksamensprojekt.
Den obligatoriske del foregår inden for følgende emneområder:
- Metode, herunder teknologiforståelse, internationalisering, analytisk problemløsning og studieteknik.
- Produktudvikling og design, herunder produktudvikling og livscyklusanalyse.
- Konstruktion, herunder statik og styrkelære, konstruktionselementer, strømningsteknik, termodynamik og konstruktionsmetodik.
- Teknisk dokumentation, herunder teknisk tegning, tegningssystemer og teknisk marketing.
- Materiale- og fremstillingsteknologi, herunder materialer, fremstillingsprocesser, materialeprøvning samt måleteknik og udstyr.
- Automatisering, herunder styring og regulering samt automatiske anlæg.
- Virksomhedsteknik, herunder ledelse og samarbejde, organisation, virksomhedsøkonomi, projektstyring, kvalitetsstyring, miljøstyring samt salg og service.
- Produktionsteknik, herunder produktionssystemer, metodestyring og logistik.

En produktionsteknolog kan vælge at specialisere sig i forskellige områder.

## Job
Som færdiguddannet produktionsteknolog kommer man typisk til at arbejde med at konstruere og udvikle nye produkter samt deltage i planlægningen og styringen af produktionen.
Med et job som produktionsteknolog kan arbejdet bestå i at kontrollere driften af maskiner, sikre produkternes kvalitet og tage hensyn til miljøet. Det gælder dog for de fleste ansættelserb, at man som produktionsteknolog skal styre planlægningen og koordinationen af produktionen. Alle produktionsteknologer skal have et stort kendskab til maskiner, fremstillingsmetoder, materialer og miljøstyring. 
De fleste finder beskæftigelse i industrivirksomheder.
Det er også muligt at læse videre til en professionsbacheloruddannelse i produktudvikling og teknisk integration.